# Altonaer Straße (Berlin)
Die Altonaer Straße ist eine stark frequentierte Hauptstraße durch den Großen Tiergarten in den Berliner Ortsteilen Hansaviertel und Tiergarten. Sie verläuft als zentrale Straße zwischen dem Großen Stern und der Hansabrücke.

## Geschichte
Die Altonaer Straße wurde von der Berlin-Hamburger Immobilien-Gesellschaft auf den Schöneberger Wiesen (später wurde hieraus das Hansaviertel) angelegt. Der Name Altona bezieht sich wie Hansa auf Hamburg; nach der Immobilien-Gesellschaft. Die erste Straßenanlage beschränkte sich jedoch auf den Bereich von der Hansabrücke bis zur Einmündung in die Brückenallee. 1935 wurde auch der weiterführende Teil der Brückenallee zum Großen Stern in Altonaer Straße umbenannt. Im Rahmen der Interbau im Jahr 1957 wurden einige zentrale Bauten hier errichtet.
In nordwestlicher Richtung wird die Altonaer Straße hinter dem Hansaplatz von der Trasse der Stadtbahn überquert.